# Новосёлки (Дашковский сельсовет)
Новосёлки — деревня в составе Дашковского сельсовета Могилёвского района Могилёвской области Республики Беларусь.

## Географическое положение
Ближайшие населённые пункты: Дашковка, Салтановка, Межисетки.